# Iglesia de San Fructuoso (Aramunt)

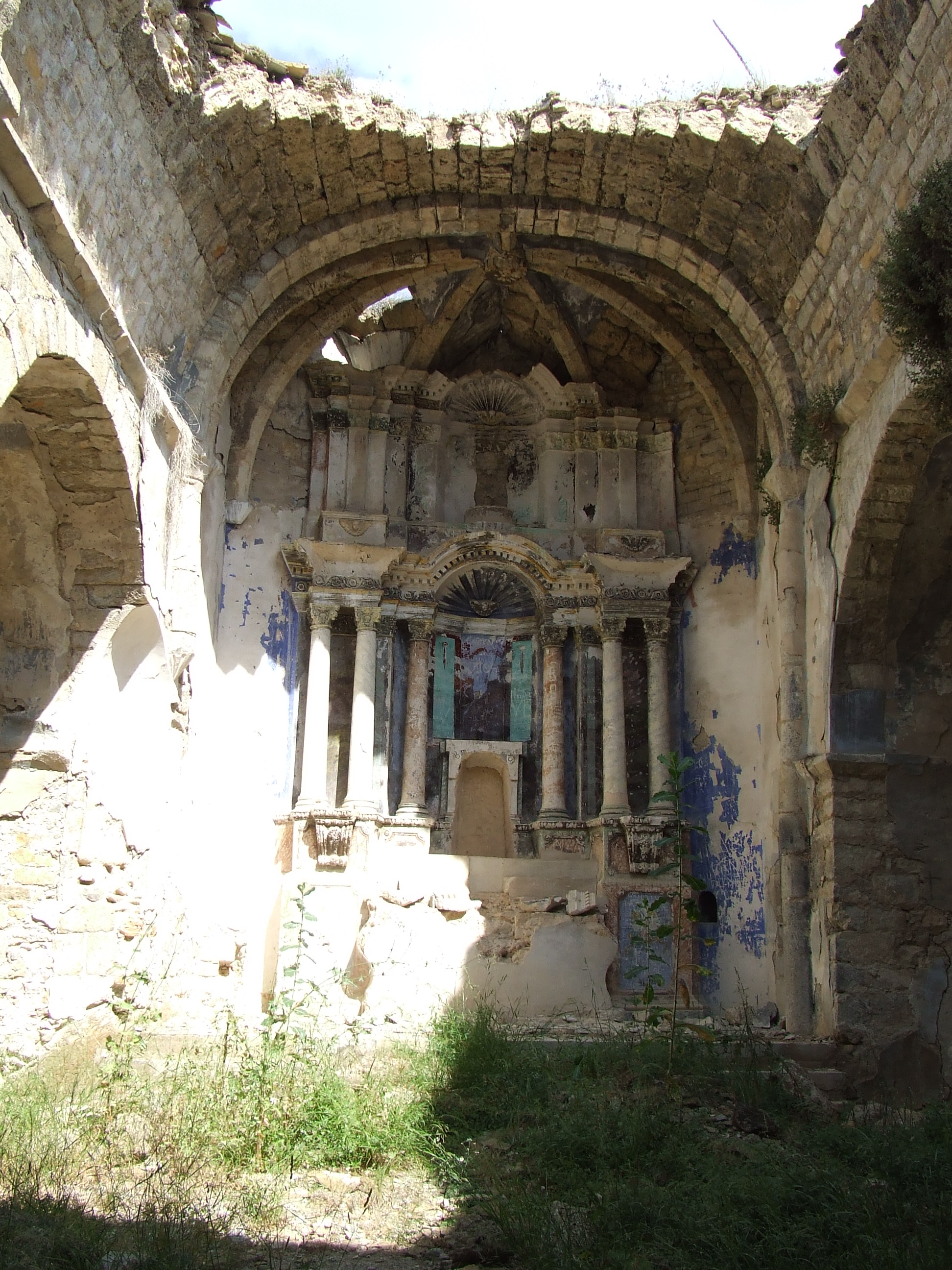
Interior del ábside

La iglesia de San Fructuoso de Aramunt es la antigua iglesia parroquial románica del pueblo de Aramunt, perteneciente al municipio de Conca de Dalt, en el Pallars Jussá. Hasta 1969 formaba parte del término municipal de Aramunt.
Es una interesante iglesia románica. De una sola nave, que había sido cubierta con bóveda de cañón, y con ábside a levante. El ábside es gótico, pero en la nave principal hay bastantes restos de un románico muy primitivo o incluso prerrománico. Tanto la nave como el ábside son de gran altura, así como la nave de la iglesia es también muy amplia, lo que nos habla de la importancia que tuvo la iglesia parroquial de la villa de Aramunt. Más tardíamente, fueron abiertas a ambos lados de la nave capillas laterales más modernas.
Fue rector de Aramunt el ilustrado Pedro Díaz de Valdés (1740-1807), hijo de Gijón, amigo de Campomanes y Jovellanos. Tras su paso por Aramunt fue canónigo de Urgel, provisor de esta diócesis y, finalmente, obispo de Barcelona entre 1798 y su muerte. Tras su nombramiento como obispo, en agradecimiento al pueblo de Aramunt, regaló un molino de aceite (quedan los restos), el reloj de la parroquia, y un cáliz y una patena que aún se conservan.
En el huerto de la rectoría de esta iglesia parroquial se conservaba un fragmento de inscripción funeraria romana, posiblemente de un gran monumento sepulcral. El trozo conservado mide 9 metros de largo, y podría proceder de la necrópolis encontrada en el caserío de San Miguel, hoy día bajo las aguas del pantano. Actualmente esta pieza se conserva en Lérida, en el Museo del Instituto de Estudios Ilerdenses.